# Banque Cantonale du Jura
Die Banque Cantonale du Jura (BCJ; deutsch Jurassische Kantonalbank) mit Sitz in Porrentruy ist die Kantonalbank des Kantons Jura. Sie wurde 1979 gegründet und ist in Form einer Aktiengesellschaft des öffentlichen Rechts organisiert. Ihre Aktien sind an der Schweizer Börse SIX Swiss Exchange kotiert. Die Bank betreibt im ganzen Kanton zwölf Standorte und beschäftigt 125 Mitarbeitende (Vollzeitäquivalente). Per Ende 2019 verfügte die BCJ über eine Bilanzsumme in der Höhe von 3,4 Milliarden Schweizer Franken.

## Besitzverhältnisse und geschäftliche Schwerpunkte

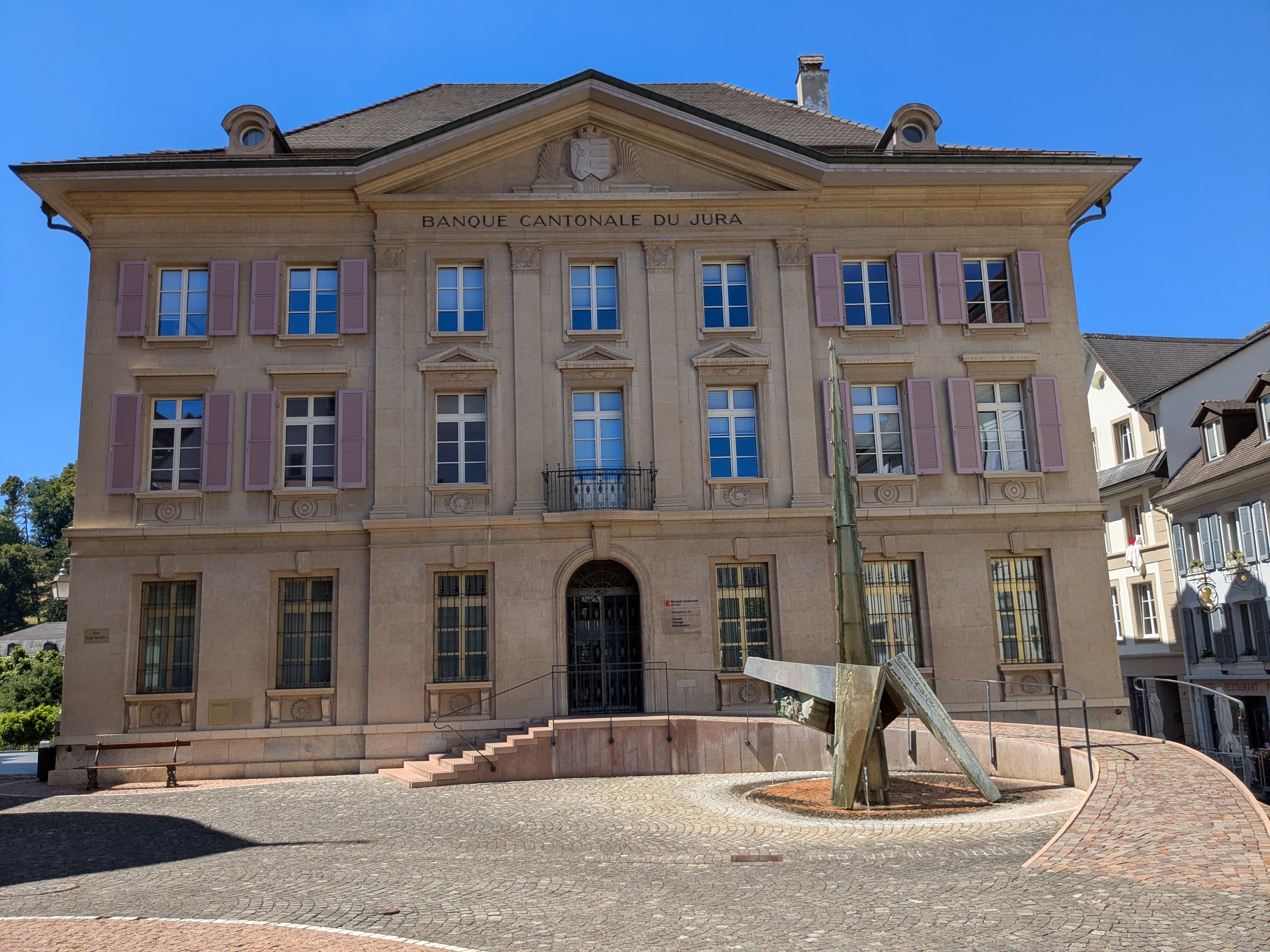
Banque Cantonale du Jura in Pruntrut

Die Banque Cantonale du Jura ist als Aktiengesellschaft organisiert und gehört zu 55,66 Prozent dem Kanton Jura. Weitere rund 31 Prozent werden von anderen Kantonalbanken gehalten, darunter die Zürcher Kantonalbank (7,6 Prozent) und die Banque Cantonale Vaudoise (4,84 Prozent).
Ihr Tätigkeitsgebiet liegt traditionell im Retail Banking, im Hypothekargeschäft, im Private Banking und im Bankgeschäft mit kleinen und mittleren Unternehmen innerhalb des eigenen Kantonsgebietes.
Wie die grosse Mehrheit aller Kantonalbanken verfügt auch die BCJ über eine sogenannte Staatsgarantie. Das heisst, der Kanton haftet für die Verbindlichkeiten der Bank.
Im September 2020 wurde die BCJ-Twint-App lanciert.

## Organisation
Oberstes Aufsichtsorgan der Jurassischen Kantonalbank ist der Verwaltungsrat. Dieser setzt sich aus zehn Mitgliedern zusammen und wird zurzeit von Christina Pampberg präsidiert. Fünf Mitglieder des Verwaltungsrates ernannte der Regierungsrat des Kantons Jura (Exekutive des Kantons), während fünf Mitglieder durch die ordentliche Generalversammlung gewählt wurden. 
Die operative Leitung trägt die Geschäftsleitung. Diese setzt sich aus sechs Mitgliedern zusammen und wird von Bertrand Valley geleitet.

## Kennzahlen
- Jahresgewinn per 31. Dezember 2019 (in Mio. CHF): 	9,2
- Bilanzsumme per 31. Dezember 2019 (in Mrd. CHF): 	3,4
- Verpflichtungen aus Kundeneinlagen per 31. Dezember 2019 (in Mrd. CHF): 2,0
- Gesamtablieferung an Kanton (in Mio. CHF): 7,0
- Personalbestand per 31. Dezember 2019 (teilzeitbereinigt): 125
- Geschäftsstellen: 13